# ヒギヌス (ローマ教皇)
ヒギヌス（Hyginus, ? - 142年?）は、ローマ教皇（在位：136年? - 142年?）。ギリシア・アテネ生まれで、おそらくギリシャ系である。カトリック教会の聖人であり、記念日は1月11日。
在位の間、聖職者のそれぞれの順位と権限を規定し、洗礼の際に代父母を新生児に与える制度を設けた。また、全ての教会を聖別しなければならないと命じた。マルクス・アウレリウス・アントニヌスの迫害による殉教者とされてきたが、他の初代教皇たちと同じようになんら史実の裏づけはない。